# Ahmet Kireççi
Ahmet Kireççi (* 27. Oktober 1914 in Mersin; † 17. August 1978 ebenda) war ein türkischer Ringer und Olympiasieger 1948 in London im griech.-röm. Stil im Schwergewicht.

## Werdegang
Ahmet Kireççi wuchs in Mersin auf und begann dort als Jugendlicher mit Boxen. Er betrieb später auch Leichtathletik und wechselte dann zum türkischen Nationalsport Öl-Ringkampf. Er gewann in Tarsus ein wichtiges Turnier im Ölringen und ging daraufhin 1931 nach Istanbul. Dort wurde er Mitglied des Ringerclubs „Kumkapi“ Istanbul. Mit 17 Jahren wurde er  in das türkische Nationalteam im Ringen aufgenommen, dem er 17 Jahre lang angehörte. Seinen ersten Erfolg auf der internationalen Ringermatte erzielte er 1932, als er Balkanmeister wurde.
Bei den Olympischen Spielen 1936 in Berlin startete Ahmet Kireççi im freien Stil im Mittelgewicht. Er erzielte vier Punktsiege in Folge, für die er jeweils mit einem Fehlpunkt belastet wurde. Da er in der 5. Runde gegen den US-Amerikaner Richard Voliva nach Punkten verlor, hatte er die Fehlerpunktzahl fünf erreicht, mit der er ausscheiden musste, ohne noch die Gelegenheit zu erhalten gegen den Franzosen Émile Poilvé um die Goldmedaille kämpfen zu können. Er gewann aber die Bronzemedaille und war damit der erste türkische Ringer, der bei Olympischen Spielen im Freistilringen eine Medaille gewann. Er erhielt daraufhin vom türkischen Präsidenten Ismet Inönü die Erlaubnis seinen Spitznamen „Mersinli“ zu seinem richtigen Namen zu machen.
1937 hielt sich Ahmet Kireççi in Leningrad auf und wurde dort in die Regeln des griech.-röm. Ringkampfes eingeweiht. Er startete dann 1939 bei den Europameisterschaften in Oslo in diesem Stil und erzielte im Mittelgewicht zwei Siege, ehe er nach Niederlagen gegen Ercole Gallegatti aus Italien und Ivar Johansson aus Schweden ausschied und den 6. Platz belegte. 1940 wurde Ahmet Kireççi noch einmal Balkanmeister.
Im Jahre 1948 nahm Ahmet Kireççi, inzwischen in das Schwergewicht hineingewachsen, zum zweiten Mal an Olympischen Spielen teil. In London startete er im griech.-röm. Stil und wurde mit vier überlegenen Siegen Olympiasieger. Seine härtesten Gegner Tor Nilsson aus Schweden und Guido Fantoni aus Italien konnten diesen Triumph nicht verhindern.
Ahmet Kireççi (Mersinli) ist am 17. August 1979 in Mersin an den Folgen eines Verkehrsunfalles verstorben. Ihm zu Ehren wurde im Hafen von Mersin eine Statue von ihm aufgestellt.
Außerdem wurde in der „Kiremithane Mahallesi“ im Regierungsbezirk Akdeniz der Stadt Mersin ein Erholungs-/Kinderspielplatz mit dem Namen „Mersin'li Ahmet Parkı“ (Ahmet aus Mersin Park) eingerichtet.

## Internationale Erfolge
(OS = Olympische Spiele, EM = Europameisterschaft, F = freier Stil, GR = griech.-röm. Stil. Mi = Mittelgewicht, S = Schwergewicht, damals bis 79 kg bzw. über 87 kg Körpergewicht)
- 1932, 1. Platz, Balkanmeisterschaft;
- 1936, Bronzemedaille, OS in Berlin, F, Mi, mit Siegen über Ercole Gallegatti, Italien, Hans Schedler, Deutschland, Ludvig Lindblom, Schweden u. Ernst Krebs, Schweiz u. einer Niederlage gegen Richard Voliva, USA;
- 1939, 6. Platz, EM in Oslo, GR, Mi, mit Siegen über Georgs Ozolins, Lettland u. Carl Simonsen, Dänemark u. Niederlagen gegen Ercole Gallegatti u. Ivar Johansson, Schweden;
- 1940, 1. Platz, Balkanmeisterschaft;
- 1948, Goldmedaille, OS in London, GR, S, mit Siegen über Moritz Inderbitzin, Schweiz, Taisto Kangasniemi, Finnland, Tor Nilsson, Schweden u. Guido Fantoni, Italien

(Anm.: Im englischsprachigen Text von Wikipedia ist in einem Porträt von Ahmet Kireççi der Gewinn einer Bronzemedaille bei der Weltmeisterschaft 1937 angegeben. Dies ist falsch, denn im Jahre 1937 fanden keine Weltmeisterschaften im Amateurringen statt.)